# Miha Fontaine
Miha Fontaine (Magog, 3 gennaio 2004) è uno sciatore freestyle canadese, specialista nei salti, vincitore della medaglia di bronzo alle Olimpiadi invernali di Pechino 2022.

## Palmarès

### Giochi olimpici
- 1 medaglia:
  - 1 bronzo (salti a squadre miste a Pechino 2022)[1]

### Mondiali juniores
- 2 medaglie:
  - 1 oro (salti a squadre a Chiesa in Valmalenco 2024)
  - 1 argento (salti a Chiesa in Valmalenco 2024)

### Coppa del Mondo
- Miglior piazzamento nella Coppa del Mondo di salti: 10º nel 2023